# EVERYBODY NEEDS MUSIC
『EVERYBODY NEEDS MUSIC』（エブリバディ・ニーズ・ミュージック）は、HOME MADE 家族の通算9枚目のシングル。

## 概要
- EVERYBODY NEEDS MUSIC：TOYOTA MUSIC PLAYER「bB」CMソング（2006年10月として起用）
- Silver Town：H.I.Sクリスマスキャンペーンソング
- 「EVERYBODY NEEDS MUSIC」と言う同じキーワードをもとに米米CLUBとそれぞれに楽曲作り、今回は合作ではなく個人製作。
- 初回生産限定盤にはボーナストラック1曲とDVD特典がついている。
- 同CDに挿入されている「silver town」はスペースシャワーTVクリスマスイメージソングとして使用された。
- 埼玉西武ライオンズ 中島裕之選手の登場曲として使用されている。

## 収録曲
1. EVERYBODY NEEDS MUSIC
2. Silver Town
3. テラ・インコグニタ ~知られざる土地~